# Krzewie (województwo kujawsko-pomorskie)
Krzewie – wieś w Polsce położona w województwie kujawsko-pomorskim, w powiecie włocławskim, w gminie Lubień Kujawski.
Wieś królewska, położona w II połowie XVI wieku w powiecie kowalskim województwa brzeskokujawskiego, należała do starostwa kowalskiego. W latach 1975–1998 miejscowość administracyjnie należała do województwa włocławskiego. Według Narodowego Spisu Powszechnego (III 2011 r.) liczyła 95 mieszkańców. Jest 28. co do wielkości miejscowością gminy Lubień Kujawski.